# HAL Laboratory
HAL Laboratory, Inc. viết tắt từ tên trước đây 'HALKEN' (bắt nguồn từ tên gốc), là một nhà phát triển trò chơi điện tử Nhật Bản thành lập vào ngày 21 tháng 2 năm 1980. Thực sự đây là một công ty độc lập, nhưng luôn liên kết chặt chẽ với Nintendo trong suốt lịch sử công ty. Trụ sở chính đặt tại Chiyoda, Tokyo, và công ty cũng có một tòa nhà tại Kai, Yamanashi. Nghĩa của tên công ty được lấy từ "mỗi chữ cái đều đi trước từ IBM một ký tự". Công ty nổi tiếng nhất nhờ loạt Kirby, Mother và hai trò Super Smash Bros. đầu tiên.
Logo Inutamago mô tả một con chó đang ấp trứng, sử dụng từ năm 1998.

## Lịch sử
HAL Laboratory bắt đầu bằng việc làm trò chơi cho MSX và Commodore VIC-20. Sau khi xảy ra căng thẳng tài chính do quá trình phát triển Metal Slader Glory (1991) cho hệ máy Famicom, gây ra. Nintendo đề nghị giải cứu HAL khỏi phá sản với điều kiện nhân viên của HAL là Iwata Satoru sẽ được  bổ nhiệm làm chủ tịch và chính thức trở thành chủ tịch từ năm 1993 đến năm 2000. Iwata sau đó trở thành chủ tịch của Nintendo.
Logo 'Inutamago' được chủ tịch HAL Laboratory lúc bấy giờ, Iwata Satoru, sáng tạo ra vào năm 1998. Việc này được xử lý bởi Itoi Shigesato, sau khi trải qua nhiều ý tưởng khác nhau. Ông ấy đã đi đến chủ đề về 'một mối liên kết bất ngờ... một mối liên kết mang đến sự ra đời của một cái gì đó mới' dẫn đến ý tưởng về một con chó ấp trứng trong tổ. Thiết kế thực tế do Akiyama của HAL tạo ra và HAL Laboratory chính thức sử dụng vào năm 1998 mặc dù sự tiếp nhận ban đầu chưa rõ rệt.
Nhiều trò chơi bắt đầu được làm từ đầu đến giữa những năm 1990, dưới tên HALKEN, bắt nguồn từ tên tiếng Nhật của họ. Một số tựa trò chơi ban đầu cũng phát hành dưới tên  HAL America Inc. (HAI), một nhánh ở Bắc Mỹ của công ty do Terakura Yash đứng đầu có trụ sở tại Beaverton, Oregon, USA.
Vào tháng 8 năm 2001, HAL Laboratory and Nintendo thành lập Warpstar, Inc. trong một liên doanh (trong đó mỗi bên sở hữu 50% cổ phần của công ty) với mục tiêu quản lý Kirby IP cùng với bản quyền của nó, quyết định thành lập công ty chủ yếu là vì loạt phim hoạt hình Kirby: Right Back at Ya!. Sau khi anime kết thúc, công ty vẫn tồn tại và hiện đang hoạt động với giấy phép và giám sát nhân vật trong trò chơi, hàng hóa và các phương tiện truyền thông khác.
Trong nhiều năm, trung tâm phát triển của công ty tại Tokyo nằm ở tầng tám của Tòa nhà Nintendo Tokyo Prefecture, bản thân công ty là ở Nihombashi, Chuo-ku, Tokyo, nhưng vào tháng 8 năm 2003, công ty thông báo về một cuộc tái cấu trúc đang diễn ra. và trung tâm phát triển tại tòa nhà sẽ chuyển đến tòa nhà văn phòng chính của HAL ở Kanda Suda-cho, Chiyoda-ku, Tokyo. Mặc dù sự thay đổi này xảy ra đối với công ty có trụ sở tại Tokyo, nhưng bộ phận Yamanashi của HAL không bị ảnh hưởng bởi những thay đổi của công ty.
Vào năm 2017, HAL Laboratory thông báo họ sẽ phát triển và tự phát hành trò chơi dành cho thiết bị di động với thương hiệu HAL Egg, tập trung vào các nhân vật hoàn toàn mới và nhượng quyền thương mại, với các kiểu thiết kế khác với những gì các nhà phát triển của công ty thường làm. Tựa trò chơi đầu tiên do họ đưa ra là Part Time UFO. Công ty đã phát hành phiên bản thu nhỏ của máy tính MZ-80C vào tháng 10 năm 2017 và phiên bản thu nhỏ của PC-8001 vào tháng 10 năm 2019.
Vào năm 2020, HAL Laboratory đã cập nhật số lượng nhân viên của họ từ 169 lên 195 và công ty quay trở lại Tòa nhà Nintendo Tokyo mới, với văn phòng chính và xưởng phát triển Tokyo, ở trên cùng một tòa nhà với Nintendo EPD Tokyo, Nintendo PTD Tokyo, 1-Up Studio và Game Freak như một keiretsu. Như đã nói, xưởng Yamanashi vẫn tiếp tục ở vị trí cũ như trước và không chuyển đến tòa nhà Nintendo.

## Danh sách trò chơi

### Hệ máy Nintendo

##### Family Computer Disk System
- Gall Force: Eternal Story (1986)
- Eggerland (1986)
- Fire Bam (1988)
- Famicom Grand Prix II: 3D Hot Rally (1988)
- Eggerland: Souzouhe no Tabidachi (1989)

##### Nintendo Entertainment System
- Lot Lot – (1985) JP
- Othello – (1986) JP, (1988) NA
- Air Fortress – (1987) JP, (1989) NA, PAL
- Vegas Dream – (1988) JP, (1990) NA
- Rollerball – (1988) JP, (1990) NA
- Millipede – (1988) JP, NA
- Adventures of Lolo – (1989) NA, (1991) EU
- Adventures of Lolo 2 – (1990) JP, NA, (1991) PAL
- Adventures of Lolo 3 – (1990) JP, (1991) NA, (1992) EU
- New Ghostbusters II – (1990) JP, (1991) PAL
- Kabuki Quantum Fighter – (1991) NA (1992) EU
- Metal Slader Glory – (1991) JP
- Day Dreamin' Davey – (1992) NA
- Kirby's Adventure – (1993) JP, NA, PAL
- Satsui no Kaisou: Power Soft Renzoku Satsujin Jiken
- Skyscraper
- Jumbo Ozaki no Hole in One Professional
- Uchuu Keibitai SDF
- Joust
- Defender II
- World Rally Championship
- Joy Radar (Thiết bị phần cứng RF cho Âm thanh / Video không dây từ trò chơi đến màn hình)

#### Game Boy
- Revenge of the 'Gator – (1989) JP, NA, EU
- Shanghai – (1989) JP, (1990) NA
- Ghostbusters II – (1989) EU (1990) JP, NA
- Trax – (1991) EU, JP, NA
- Kirby's Dream Land – (1992) JP, NA, EU
- Kirby's Pinball Land – (1993) JP, NA, EU
- Adventures of Lolo – (1994) JP (1995) EU
- Vegas Stakes – (1995) NA, EU
- Kirby's Dream Land 2 – (1995) JP, NA, EU
- Kirby's Block Ball – (1995) JP, NA, EU
- Kirby's Star Stacker – (1997) JP, NA, EU

#### Super NES
- HAL's Hole in One Golf (1991)
- SimCity (1991)
- Hyper Zone (1991)
- Arcana (1992)
- NCAA Basketball aka Super Dunk Shot (ở Nhật Bản) World League Basketball (ở Châu Âu) (1992)
- Vegas Stakes (1993)
- Alcahest (1993)
- EarthBound (tên là Mother 2 tại Nhật Bản) (1994)
- Kirby's Dream Course (1994)
- Kirby's Avalanche (1995)
- Kirby Super Star (1996)
- Shigesato Itoi's No. 1 Bass Fishing (1997)
- Kirby's Dream Land 3 (1997)
- Kirby no Kirakira Kizzu (1998)
- Metal Slader Glory: Director's Cut (2000)

#### Nintendo 64
- Pokémon Stadium (1998) JP
- Pokémon Snap (1999)
- Pokémon Stadium (1999)
- Super Smash Bros. (1999)
- SimCity 64 (2000)
- Shigesato Itoi's No. 1 Bass Fishing: Definitive Edition (2000)
- Kirby 64: The Crystal Shards (2000)
- Pokémon Stadium 2 (2000)
- Mother 3 – Đã hủy

#### Game Boy Color
- Pokemon Pinball – (1999) JP, NA, EU
- Kirby Tilt 'n' Tumble – (2000) JP (2001) NA

#### GameCube
- Super Smash Bros. Melee (2001)
- Kirby Air Ride (2003)
- Kirby Tilt n Tumble 2 (Đã hủy)
- Kirby (đã hủy)

#### Game Boy Advance
- Kirby: Nightmare in Dream Land – (2002) JP, NA (2003) EU
- Kirby & The Amazing Mirror (đồng phát triển với Flagship) – (2004) JP, NA, EU
- Mother 3 (đồng phát triển với Brownie Brown) – (2006) JP
- Battland – Đã hủy
- Luna Blaze – Đã hủy

#### Nintendo DS
- Kirby Canvas Curse – (2005) JP, NA, EU (2006) AUS
- Common Sense Training – (2006) JP
- Kirby Squeak Squad (đồng phát triển với Flagship) – (2006) JP, NA (2007) EU, AUS
- Pokémon Ranger (đồng phát triển với Creatures Inc) – (2006) JP, NA, AUS (2007) EU
- Kirby Super Star Ultra – (2008) JP, NA, AUS (2009) EU
- Picross 3D – (2009) JP (2010) NA, EU
- Face Pilot (DSiWare) – (2010) JP, NA, AUS, EU
- Kirby Mass Attack – (2011) JP, NA, AUS, EU

#### Wii
- Minna no Joushiki Ryoku TV (TV Friend Guide Channel)
- Kirby's Epic Yarn (đồng phát triển với Good-Feel) (2010) JP, NA (2011) AU, EU
- Kirby's Return to Dream Land (2011)
- Kirby's Dream Collection (2012)

#### Nintendo 3DS
- Face Raiders (2011)
- Kirby: Triple Deluxe (2014)
- Kirby Fighters Deluxe (2014)
- Dedede's Drum Dash Deluxe (2014)
- BoxBoy! (2015)
- Picross 3D: Round 2 (2015)
- BoxBoxBoy! (2016)
- Kirby: Planet Robobot (2016)
- Bye-Bye BoxBoy! (2017)
- Team Kirby Clash Deluxe (2017)
- Kirby's Blowout Blast (2017)
- Kirby Battle Royale (2017)
- Kirby’s Extra Epic Yarn (2019) (đồng phát triển với Good-Feel)

#### Wii U
- Kirby and the Rainbow Curse (2015)

#### Nintendo Switch
- Kirby Star Allies (2018)
- Super Kirby Clash (2019)
- BoxBoy! + BoxGirl! (2019)
- Kirby and the Forgotten Land (2022)

### Hệ máy khác

#### Commodore VIC-20
- Radar Rat Race (Rally-X bản clone)
- Star Battle (Galaxian bản clone do Iwata Satoru lập trình; cựu giám đốc điều hành của Nintendo)
- Jupiter Lander (Lunar Lander bản clone)
- Jelly Monsters (Pac-Man bản clone)
- Avenger (Space Invaders bản clone)
- Road Race (Night Driver bản clone)
- Pin Ball (Cutie Q bản clone)
- Poker
- Money Wars

#### Commodore MAX Machine[16]/Commodore 64
- Pool
- Billiards
- Bowling
- Jupiter Lander
- Le Mans
- Mole Attack
- Money Wars
- Pinball Spectacular
- Road Race
- Slalom

#### Coleco Vision
- Mr. Chin

#### MSX
- Balance
- Butamaru Pants
- Cue Star
- Dragon Attack
- Dunk Shot
- Eggerland Mystery
- Eggerland 2
- Fruit Search
- Gall Force
- Heavy Boxing
- Hole in One
- Hole in One Professional
- Inside the Karamaru
- Inspecteur Z
- Mobile Planet Stillus/The Roving Planet Stillus
- Mr. Chin
- Pachipro Densetsu
- Picture Puzzle
- Rollerball
- Space Maze Attack
- Space Trouble
- Step Up
- Super Billiards
- Super Snake
- Swimming Tango
- Tetsuman
- The Roving Planet Styllus

#### MSX2
- Hole in One Special
- Zukkoke Yajikita Onmitsudoutyuu
- Mr. Ninja – Ashura's Chapter

#### Windows
- Eggerland Episode 0: Quest of Rara
- Egger Land for Windows 95
- Revival! Eggerland

#### Mobile
- Part Time UFO (2017)
- Housuu de Shoubu! Kame Sanpo (2019)

## Hoạt hình
- Pokémon: The Movie 2000 (CG Tool Development)